# Pseudalutarius nasicornis
Pseudalutarius nasicornis es una especie de peces de la familia Monacanthidae en el orden de los Tetraodontiformes.

## Morfología
Pueden llegar alcanzar los 19 cm de longitud total.

## Hábitat
Es un pez de mar de clima subtropical y asociado a los  arrecifes de coral que vive entre 1-55 m de profundidad.

## Distribución geográfica
Se encuentra desde Sudáfrica hasta Indonesia, el sur del Japón y la costa oriental de Australia.

## Observaciones
Es inofensivo para los humanos.